# Val-de-Reuil
Pour les articles homonymes, voir Reuil (homonymie).
 (janvier 2025).
Val-de-Reuil est une commune située dans le département de l'Eure, en région Normandie. Elle est l'une des neuf villes nouvelles créées en France à la fin des années 1960.
Elle est parfois citée comme la plus récente commune française créée ex nihilo en 1981, car avant cette date, sa population était inexistante. Depuis, d'autres communes ont aussi été créées par détachement mais, contrairement à Val-de-Reuil, leur population était déjà constituée.

## Géographie

### Localisation
| Léry                                        | Poses                                         | |
| Le Vaudreuil (enclave) Incarville (enclave) | Val-de-Reuil                                  | Porte-de-Seine (comm. dél. de Tournedos-sur-Seine et de Porte-Joie) Le Vaudreuil Saint-Étienne-du-Vauvray |
| Louviers                                    | Incarville, Louviers, Saint-Pierre-du-Vauvray | Saint-Pierre-du-Vauvray                                                                                   |

|           | Le Manoir, Pîtres           |       |
| Les Damps | Val-de-Reuil (enclave nord) | Poses |
|           | Léry                        |       |

|                          | Le Vaudreuil               |                                           |
| Saint-Étienne-du-Vauvray | Val-de-Reuil (enclave sud) | Porte-de-Seine (comm. dél. de Porte-Joie) |
| Saint-Pierre-du-Vauvray  |                            | Andé                                      |

### Hydrographie
La commune est située dans le bassin Seine-Normandie. Elle est drainée par la Seine, l'Eure, le Ravin du Rouquis, la Morte Eure, la Seine, le fossé 01 de la commune des Damps, le Val Noël, l'Eure et divers autres petits cours d'eau,.
La Seine, qui prend sa source à Source-Seine, en Côte-d'Or, sur le plateau de Langres, traverse le département avec de larges méandres dans sa partie nord-est et se jette dans la Manche entre Le Havre et Honfleur. 
L'Eure, un canal, chenal et cours d'eau naturel non navigable d'une longueur de 229 km, prend sa source dans la commune de Longny les Villages et se jette  dans la Seine à Saint-Pierre-lès-Elbeuf, après avoir traversé 91 communes. Les caractéristiques hydrologiques de l'Eure sont données par la station hydrologique située sur la commune de Louviers. Le débit moyen mensuel est de 24,6 m3/s. Le débit moyen journalier maximum est de 135 m3/s, atteint lors de la crue du 29 mars 2001. Le débit instantané maximal est quant à lui de 137 m3/s, atteint le même jour.
Divers plans d'eau complètent le réseau hydrographique : la Boire des Longues Raies, d'une superficie totale de 20,7 ha (20,67 ha sur la commune), la sablière de la commune de Val-de-Reuil (1,17 ha), le lac des Deux Amants, d'une superficie totale de 362,9 ha (85,74 ha sur la commune), le lac du Mesnil, d'une superficie totale de 67,2 ha (29,06 ha sur la commune), le plan d'eau 1 de la commune de Val-de-Reuil (2,37 ha), le plan d'eau 1 de la Flamiche (1,85 ha), le plan d'eau 2 de la Flamiche, d'une superficie totale de 7,8 ha (7,58 ha sur la commune), le plan d'eau de la Bosse Saint-Cyr, d'une superficie totale de 44,4 ha (17,14 ha sur la commune), le plan d'eau de la commune d'Incarville, d'une superficie totale de 2,5 ha (1,46 ha sur la commune), le plan d'eau du Beau Soleil, d'une superficie totale de 58,4 ha (58,35 ha sur la commune) et Réserve Ornithologique de Grande Noë, d'une superficie totale de 52,1 ha (43,35 ha sur la commune),.

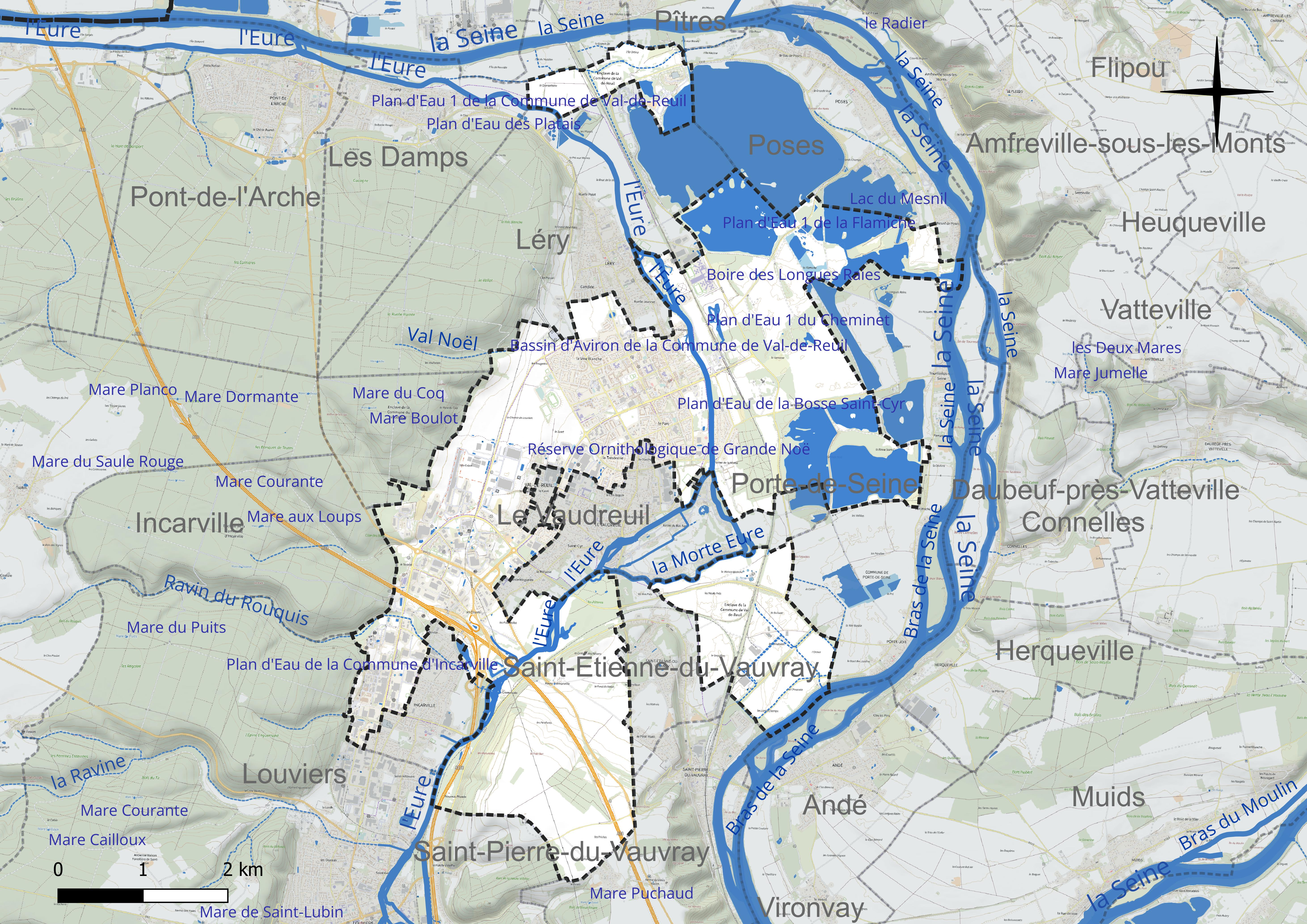
Réseau hydrographique de Val-de-Reuil.

### Voies de communication et transport

#### Transport ferroviaire
La commune est traversée par la ligne ferroviaire de Paris à Rouen.
Le bâtiment voyageurs de la gare de Val-de-Reuil est implanté sur son territoire.

#### Transport urbain et interurbain
Le réseau urbain est organisé et exploité en concession de service public par Seine-Eure Mobilité (SEMO), sous compétence de la CASE.
La commune est desservie par la ligne interurbaine 216 du réseau Nomad.

### Climat
Pour des articles plus généraux, voir Climat de la Normandie et Climat de l'Eure.
En 2010, le climat de la commune est de type climat océanique dégradé des plaines du Centre et du Nord, selon une étude du CNRS s'appuyant sur une série de données couvrant la période 1971-2000. En 2020, Météo-France publie une typologie des climats de la France métropolitaine dans laquelle la commune est exposée à un climat océanique et est dans la région climatique  Côtes de la Manche orientale, caractérisée par un faible ensoleillement (1 550 h/an) ; forte humidité de l’air (plus de 20 h/jour avec humidité relative > 80 % en hiver), vents forts fréquents. Parallèlement le GIEC normand, un groupe régional d’experts sur le climat, différencie quant à lui, dans une étude de 2020, trois grands types de climats pour la région Normandie, nuancés à une échelle plus fine par les facteurs géographiques locaux. La commune est, selon ce zonage, exposée à un « climat des plateaux abrités », correspondant aux plaines agricoles de l’Eure, avec une pluviométrie beaucoup plus faible que dans la plaine de Caen en raison du double effet d’abri provoqué par les collines du Bocage normand et par celles qui s’étendent sur un axe du Pays d'Auge au Perche.
Pour la période 1971-2000, la température annuelle moyenne est de 11,3 °C, avec  une amplitude thermique annuelle de 14,2 °C. Le cumul annuel moyen de précipitations est de 746 mm, avec 11,5 jours de précipitations en janvier et 7,7 jours en juillet. Pour la période 1991-2020, la température moyenne annuelle observée sur la station météorologique la plus proche, située sur la commune de Louviers à 7 km à vol d'oiseau, est de 11,8 °C et le cumul annuel moyen de précipitations est de 719,5 mm,. Pour l'avenir, les paramètres climatiques de la commune estimés pour 2050 selon différents scénarios d’émission de gaz à effet de serre sont consultables sur un site dédié publié par Météo-France en novembre 2022.

## Toponymie
Val, est une forme de relief au sens plus restreint que celui de la vallée.
Val-de-Reuil peut se traduire par « Le val de la clairière du gué », du Vaudreuil. La traversée de l'Eure était facilitée par un dédoublement de la rivière qui a donné naissance à une grande île dite l'Ile l'Homme.

## Histoire

### Étapes du projet de laVille Nouvellede Val-de-Reuil
Le territoire de la commune du Vaudreuil accueille l’une des neuf villes nouvelles initiées à partir de 1965 et créées par la loi du 10 juillet 1970. Leur objectif était, aux termes de la loi du 13 juillet 1983, « d'assurer un meilleur équilibre social, économique et humain dans des régions à forte concentration de population, en offrant des possibilités d'emploi et de logements, ainsi que des équipements publics et privés »,.
L'élaboration d'une première étude d'urbanisation du site de Poses-Tournedos est confiée en 1967 aux architectes de « l'Atelier de Montrouge », Gérard Thurnauer, Jean Renaudie, Pierre Riboulet et Jean-Louis Véret, dans la continuité de leurs premières missions pour des plans d'urbanisme à Rouen. Cette premières étude, présentée en avril 1968, permet de lancer les analyses approfondies du plan d'urbanisme de la ville nouvelle et de ses principes de mise en œuvre, qui sont élaborés entre 1968 et 1973 par une équipe pluridisciplinaire placée sous la direction de l'ingénieur Jean-Paul Lacaze, et à laquelle collaborent les trois architectes Thurnauer, Riboulet et Véret. Ces derniers élaboreront également le projet d'un Centre de l'environnement, qui ne verra pas le jour.
Les ambitions initiales de ce projet de ville nouvelle, prévue pour 100 000 habitants (en 2000), chargée d'être à la fois une "opération témoin d'urbanisme et d'architecture modernes" et une "ville pilote pour l'environnement", seront rapidement contredites par une conjoncture de mise en œuvre défavorable, tant au niveau économique que politique. Le projet n'aura finalement donné naissance qu'à une petite commune de 13 500 habitants, qui a pris le nom de Val de Reuil.
Les étapes importantes de ce projet de ville nouvelle sont : 
- Juin 1972 : création de l'Établissement public d'aménagement de la ville nouvelle du Vaudreuil ;
- Décembre 1972 : création de l'ensemble urbain du Vaudreuil qui s'étend sur des parcelles de plusieurs communes dont Le Vaudreuil. Parmi les neuf villes nouvelles, elle sera la seule à choisir ce statut. Les habitants de l'ensemble ne dépendent plus des communes, mais ont un statut particulier qui amènera de nombreuses contestations ;
- Juillet 1975 : les tout premiers habitants s'installent dans l'immeuble prototype, plus tard, le titre de premier habitant donnera lieu à une polémique[29] ;
- 28 septembre 1981 : pour répondre aux contestations, l'ensemble urbain devient une commune, dont la création ampute le territoire du Vaudreuil et prend le nom de Le Vaudreuil-Ville nouvelle ;
- 19 novembre 1984 : pour éviter les confusions de nom avec Le Vaudreuil, la nouvelle commune prend le nom de Val-de-Reuil ;
- Décembre 1985 : dissolution de l'établissement public d'aménagement (EPV), dont les compétences sont transférées à la commune ;
- 1996 : Val-de-Reuil s'associe en communauté de communes avec Louviers et Incarville ;
- 2000 : Val-de-Reuil participe à la création de la communauté d'agglomération Seine-Eure, dont elle est la principale ville après Louviers.
- Entre 2001 et 2005, la ville bénéficie d'une vaste opération de renouvellement urbain grâce à l'aide du ministre de la ville Claude Bartolone. 300 logements sont déconstruits, permettant au quartier sur dalle de se dédensifier et aux habitants de bénéficier d'un cadre de vie plus agréable.
- Entre 2010 et 2015, l'agence nationale pour le renouvellement urbain (ANRU) poursuit le programme de rénovation sous l'impulsion de Jean-Louis Borloo. La plupart des espaces publics, qui avait été mal conçus à l'origine de la ville, sont refaits. De nombreux équipements publics sont également rénovés (CCAS/hôtel d'entreprises des 4 Soleils) ou reconstruits (théâtre de l'Arsenal). 1 300 logements sont rénovés. La ville reprend des couleurs et retrouve une attractivité auprès des salariés des entreprises des parcs d'activités qui s'installent dans les nouvelles opérations de logements des quartiers des Noës, des Coteaux et du Cavé.
- En 2019, le président de l'ANRU Olivier Klein et le directeur général de l'ANRU Nicolas Grivel viennent signer la convention permettant à la ville de bénéficier du nouveau programme de renouvellement urbain.

## Urbanisme et architecture

### Typologie
Au 1er janvier 2024, Val-de-Reuil est catégorisée centre urbain intermédiaire, selon la nouvelle grille communale de densité à 7 niveaux définie par l'Insee en 2022. Elle appartient à l'unité urbaine de Louviers, une agglomération intra-départementale dont elle est ville-centre,. Par ailleurs la commune fait partie de l'aire d'attraction de Louviers, dont elle est une commune du pôle principal,. Cette aire, qui regroupe 44 communes, est catégorisée dans les aires de 50 000 à moins de 200 000 habitants,.

### Occupation des sols
L'occupation des sols de la commune, telle qu'elle ressort de la base de données européenne d’occupation biophysique des sols Corine Land Cover (CLC), est marquée par l'importance des territoires agricoles (47,3 % en 2018), en diminution par rapport à 1990 (59 %). La répartition détaillée en 2018 est la suivante : 
terres arables (32,1 %), zones industrielles ou commerciales et réseaux de communication (14,9 %), eaux continentales (11,8 %), zones urbanisées (10,7 %), forêts (9,1 %), prairies (7,7 %), zones agricoles hétérogènes (7,4 %), mines, décharges et chantiers (3,5 %), espaces verts artificialisés, non agricoles (2,7 %). L'évolution de l’occupation des sols de la commune et de ses infrastructures peut être observée sur les différentes représentations cartographiques du territoire : la carte de Cassini (XVIIIe siècle), la carte d'état-major (1820-1866) et les cartes ou photos aériennes de l'IGN pour la période actuelle (1950 à aujourd'hui).

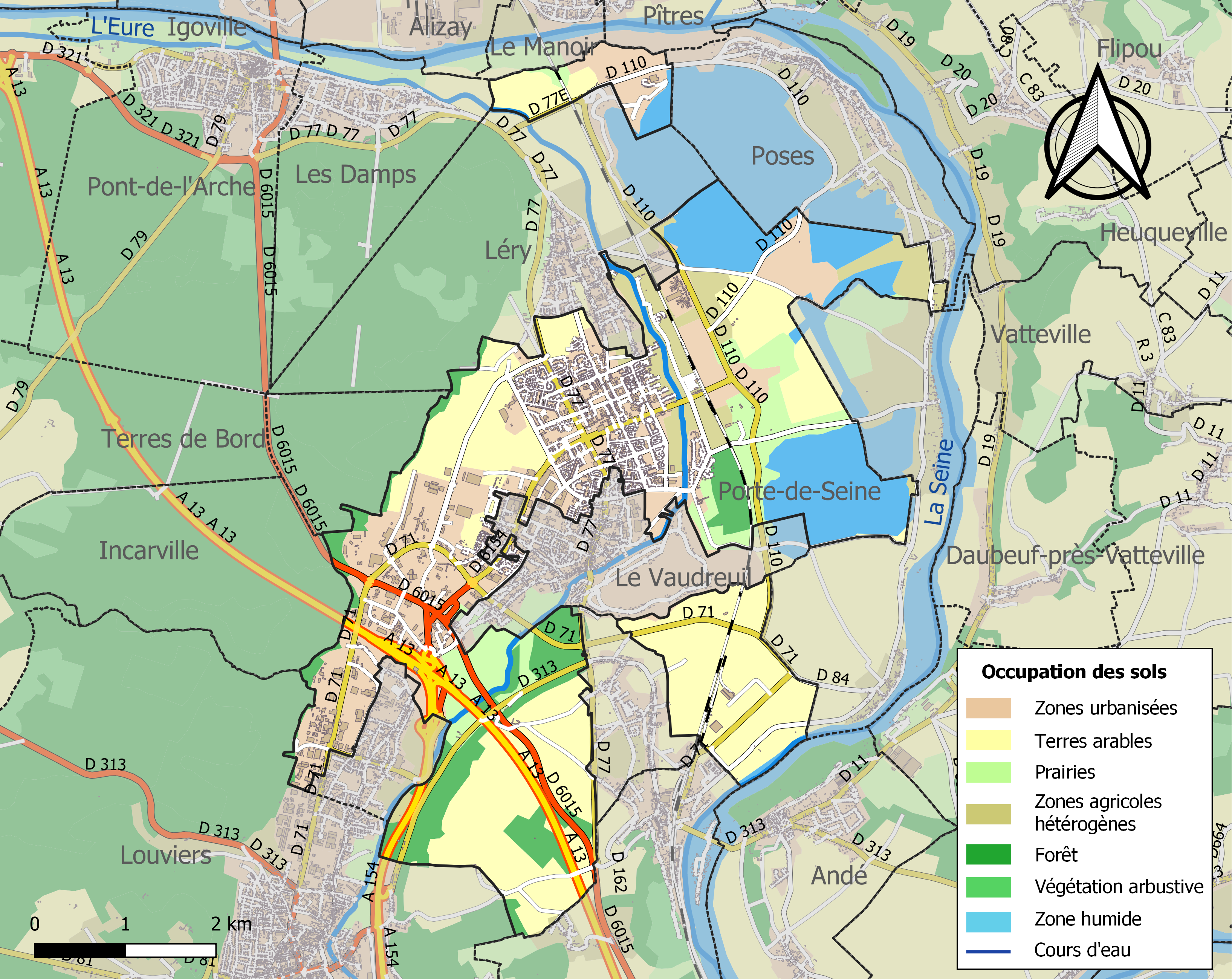
Carte des infrastructures et de l'occupation des sols de la commune en 2018 (CLC).

### Morphologie urbaine
C'est dans cet espace privilégié d’échanges et de passages, un large méandre intérieur de la Seine en confluence avec l'Eure, d'une grande beauté,, déjà habité 7 000 ans av. J.-C. (qui a connu la domination romaine, le pouvoir mérovingien, le long règne de Charlemagne dit le Pieux, la première, puis la seconde vague d'invasion des Vikings, vécu la création de la province de Normandie, la guerre de Cent Ans et beaucoup d'autres événements), que va naître une opération d'urbanisme volontaire — une « ville-pilote en matière de qualité environnementale, d'économie d'énergie, de gestion parcimonieuse des sols, d'innovation dans les procédés de construction et de lutte contre les nuisances » (Gérard Thurnauer).
Le projet urbain est élaboré par l'équipe pluridisciplinaire dirigée par Jean-Paul Lacaze  et dans laquelle figurent notamment Alain Sallez (économiste) et François Gay (géographe) ainsi que les trois des architectes de l'Atelier de Montrouge : Gérard Thurnauer, Pierre Riboulet et Jean-Louis Véret. La ville est structurée par une "maille neutre",  une trame de voies en grille qui permet de ne pas établir à l'avance l'emplacement des fonctions centrales. En 1972 est lancé le concours pour la construction d'un premier morceau de la ville, le "Germe de ville", sur un programme comportant 4000 logements ainsi que les premiers équipements. Ce concours est remporté par l'équipe associant l'architecte Henri Beauclair au groupe BNP Paris-Bas. Après cette première phase de réalisation, le projet architectural et urbain se fera en suivant des orientations différentes de celles originellement définies. Mais certains principes de composition initiaux demeurent présents aujourd'hui, notamment ceux de la trame "neutre" de voirie et de la "trame verte" composant avec les volumes construits à différentes échelles.
Le plan local d'urbanisme de la commune, validé en décembre 2007, entend préserver le centre urbain initial, considéré comme patrimoine urbain et architectural. Des démarches sont en cours pour faire classer la ville au label architecture contemporaine remarquable.

## Politique et administration
En 2016, la commune détient le label « Ville Internet @@@@ ».

### Liste des maires
| Liste des maires du Val-de-Reuil | Liste des maires du Val-de-Reuil | Liste des maires du Val-de-Reuil | Liste des maires du Val-de-Reuil | Liste des maires du Val-de-Reuil                                                                                                  | Liste des maires du Val-de-Reuil                             |
| Année                            | Année                            | Maire                            | Parti                            | Autres mandats | Notes                                                        |
| -------------------------------- | -------------------------------- | -------------------------------- | -------------------------------- | --- | ------------------------------------------------------------ |
|                                  | 1981-2001                        | Bernard Amsalem                  | PS                               | | Premier maire de la ville nouvelle                           |
|                                  | Depuis 2001                      | Marc-Antoine Jamet               | PS                               | Conseiller régional de Haute-Normandie (2004-2015) puis de Normandie (2016-2021) Conseiller départemental de l'Eure (depuis 2021) | Premier secrétaire de la Fédération PS de l'Eure (2012-2017) |

Le 17 décembre 2008, Val de Reuil a reçu une Marianne d'Or (25 lauréats en 2008).

### Politique de développement durable
Un des premiers écoquartiers de France, l'écovillage des Noës a été construit par le bailleur Siloge et la ville entre 2010 et 2016. Dessiné par Philippe Madec, il a remplacé un ancien champ d'agriculture intensive par 97 logements, un vaste parc et une éco-crêche. Il est drainé par un réseau de canaux et de bassins permettant à la fois l'infiltration des eaux pluviales mais aussi une excellente gestion des eaux en cas de crue de l'Eure. L'opération a été récompensée à plusieurs reprises notamment le prix de l'Équerre d'argent du Moniteur (2019), le grand prix villes durables (2017) et les victoires du paysage (2020). L'aménagement du quartier des Noës (48 ha) se poursuit dans le même esprit avec la réalisation d'un éco-lotissement de 100 parcelles le long de la voie Dagobert entre 2018 et 2020, l'aménagement d'une ferme pédagogique (Anymania/2020) et la réalisation d'un parc écologique de 30 hectares entre la ville et la base de loisirs.
Dans le cadre du Nouveau Projet de Renouvellement Urbain, de nombreuses opérations sont menées pour laisser une large part aux vélos et aux piétons:
- une avenue cyclable de 7 km, entre la gare et les zones d'activités, pour permettre aux salariés d'aller travailler en sécurité mais aussi pour permettre aux villes voisines d'accéder aux principaux équipements publics.
- la promenade des Tilleuls, mail piéton de 3 km, traversant la ville du nord du sud, qui sera bordé par un nouveau gymnase dessiné par James Cowey du cabinet Studios Architecture et par la nouvelle école Victor-Hugo dessinée par Jean-François Bodin.
- la transformation de 14 km de voies rapides, dimensionnées au début des années 70 pour une ville qui devait faire 200 000 habitants, pour laisser une place plus grande aux piétons et aux vélos.
En 2017, la commune a été labellisée « 3 fleurs » par le Conseil national de villes et villages fleuris de France.

## Démographie
L'évolution du nombre d'habitants est connue à travers les recensements de la population effectués dans la commune depuis 1975. Pour les communes de plus de 10 000 habitants les recensements ont lieu chaque année à la suite d'une enquête par sondage auprès d'un échantillon d'adresses représentant 8 % de leurs logements, contrairement aux autres communes qui ont un recensement réel tous les cinq ans,.

En 2022, la commune comptait 12 939 habitants, en évolution de −4,87 % par rapport à 2016 (Eure : −0,25 %, France hors Mayotte : +2,11 %).
| 1975 | 1982  | 1990   | 1999   | 2006   | 2011   | 2016   | 2021   | 2022   |
| ---- | ----- | ------ | ------ | ------ | ------ | ------ | ------ | ------ |
| 421  | 4 524 | 11 373 | 13 245 | 13 595 | 13 233 | 13 601 | 12 647 | 12 939 |

La ville nouvelle a vu sa population passer de 421 habitants en 1975 à 11 373 en 1990. La croissance s'est ensuite poursuivie plus lentement et le nombre d'habitants stagne depuis l'an 2000. En 2010, la ville compte plus de 13 000 habitants et les nombreux projets de construction (notamment la ZAC des Coteaux, la ZAC de la Ferme équestre et l'ex-ZAC des Noës) permettent d'envisager une légère augmentation de population dans les années à venir.
La population est très jeune, puisque Val-de-Reuil se place en quatrième position des villes de plus de 1 000 habitants les plus jeunes de France, avec 38,7 % de la population de moins de 20 ans.
Gentilé : Rolivalois.

## Économie
La notion de parc d'activités, par opposition aux zones industrielles, est apparue dans les années 1970 avec la création du Parc de la Fringale et l'installation de l'Institut Pasteur. Le cahier des charges prévoyait un important volet paysager imposant notamment la création d'arbres et d'espaces verts. En outre, de nombreux espaces verts publics ont été créés. La ville compte désormais une dizaine de parcs d'activités.
Les entreprises installées sur le domaine communal sont notamment spécialisées dans : 
- l'industrie pharmaceutique : Sanofi Pasteur, Johnson & Johnson (Janssen Cilag, Roc, Neutrogena, Biafine, etc.), Valois, Valdepharm (500 p., groupe Fareva, façonnier pharmaceutique participant au vaccin COVID-19 Curevac)[48], Carlo Erba, Biopak, Erlab, etc. ;
- la logistique : Geodis/Pharmalog, ATA, logistrans, Duhamel ;
- le bâtiment et les travaux publics : SCREG, Viafrance, De Biasio ;
- l'industrie de l'armement et de la construction navale : Cassidian, DGA Techniques hydrodynamiques ;
- l'hébergement Web : EDF, Orange, Altitude télécom[49] ;
- le Cloud Computing : Power Cloud, Orange, Altitude Infra
- le luxe : maroquinerie et parfums Hermès[50]
- hôtellerie et restauration : un important parc hôtelier et de restauration a été créé au niveau de la sortie de l'autoroute A13.

Le Centre de détention de Val-de-Reuil.
Avec 18 000 m2 de bâtiments d'activités construits chaque année en moyenne, Val-de-Reuil se caractérise par un dynamisme important, la plaçant au même rang que des villes comme Chartres, Dreux ou Caen.

## Enseignement
- Val-de-Reuil compte 7 groupes scolaires : Léon-Blum, les Cerfs-Volants, le Pivollet, Coluche, les Dominos, Louise-Michel et Jean-Moulin. À l'exception du groupe scolaire les Cerfs-Volants qui a fusionné depuis 2011, chaque groupe scolaire comporte deux directeurs distincts, un pour la maternelle et un pour l'élémentaire. Pour résumer, il existe donc sur le secteur de Val-de-Reuil 6 écoles maternelles, 6 écoles élémentaires ainsi qu'une école primaire (maternelle + élémentaire).
- Val-de-Reuil compte 2 collèges (Alphonse Allais et Michel de Montaigne, sur la commune du Vaudreuil) ainsi que le lycée Marc-Bloch[51]. Ce dernier propose une formation post-bac de BTS Opticien Lunetier depuis 2008[52].
- De 1976 à 2008, Val-de-Reuil a accueilli l'École supérieure d'ingénieurs et de techniciens pour l'agriculture (ESITPA), créée en 1919 à Paris, elle est désormais implantée sur le campus de Mont-Saint-Aignan près de Rouen[53].
- De 2009 à 2012 était implanté un établissement d'enseignement supérieur privé, ELISA Aerospace. Aujourd'hui, cette école est implantée à Saint-Quentin (Picardie)[54].

## Sports
- Meeting national indoor d'athlétisme tous les ans depuis 2010.

## Culture locale et patrimoine

### Lieux et monuments

#### Monuments historiques
La commune compte plusieurs monuments historiques :
- le menhir de la Basse Crémonville, classé par arrêté du 27 juin 1927[55] ;
- la ferme de la Haute-Crémonville, inscrite par arrêté du 6 septembre 1978[56]. Les écuries des Haras nationaux occupent une partie du site, qui est également renommé pour son restaurant gastronomique ;
- la ferme de la Motte, qui abritait au Moyen Âge les écuries du château du Vaudreuil, et dont le parc est encore visible sur les plans du cadastre ;
- le château des Sablons, où s'est implanté le centre équestre du même nom en 2010.

#### Sites et monuments de la ville nouvelle

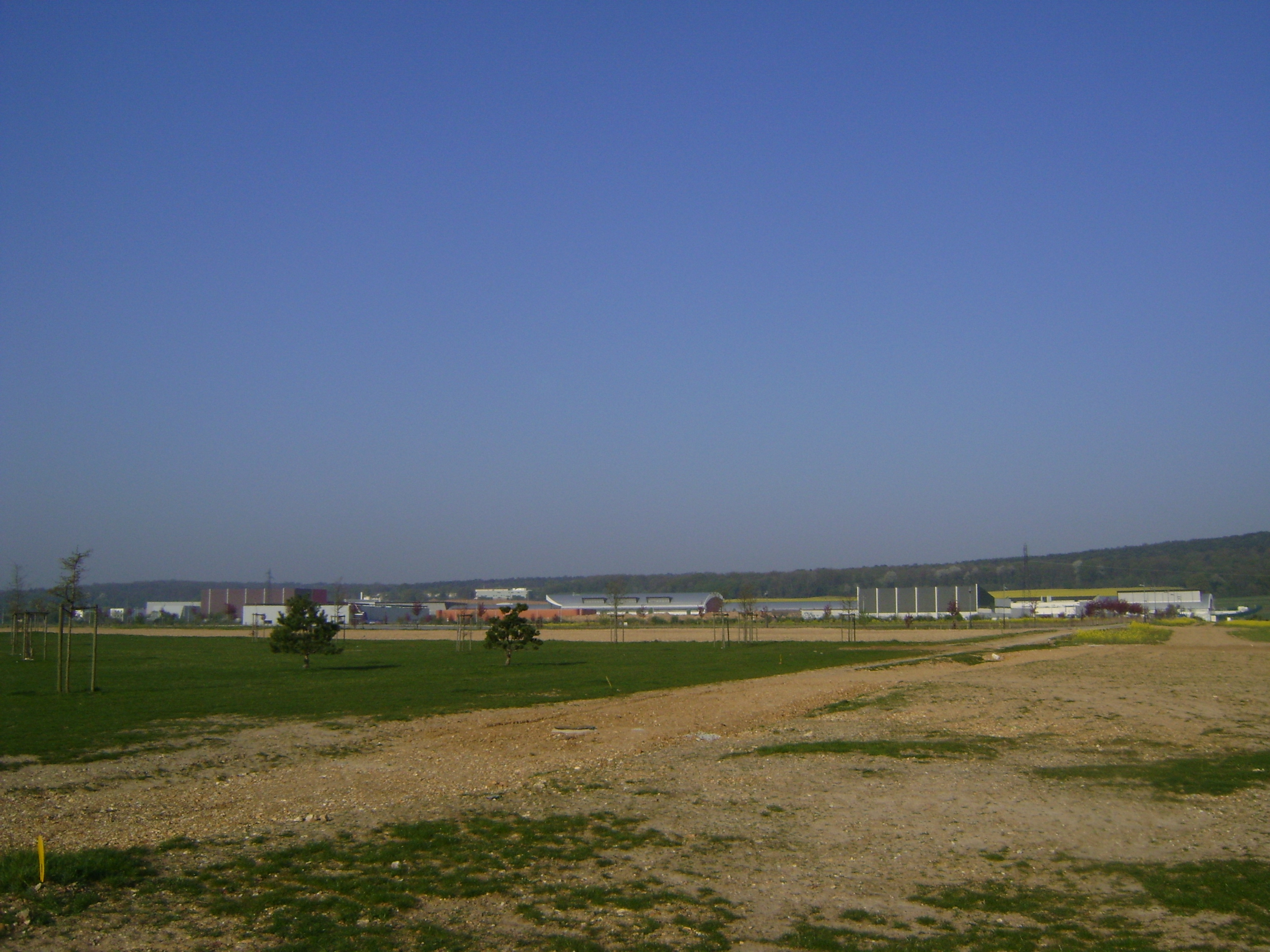
DGA Techniques hydrodynamiques.

- Le centre-ville constitue l'une des plus grandes opérations d'urbanisme sur dalle réalisées en France avec 2 500 logements, un ensemble de rues piétonnes et de nombreux équipements publics. Il a été dessiné par les architectes de l'atelier de Montrouge à la fin des années 60 et les premiers immeubles livrés en 1975. Il constitue un témoignage aussi rare qu'exceptionnel de l'urbanisme des années 70. De nombreux chantiers ont été menés par l'État et la ville pour moderniser ce patrimoine avec l'aide de l'agence nationale pour la rénovation urbaine.
- Le théâtre de l'Arsenal, dessiné par Jean-François Bodin, a été construit en lieu et place de l'ancienne caserne des pompiers. Il a été inauguré en 2015.
- L'école Les Dominos, située voie de la Ferme, a été dessinée par Annette Tison dans l'esprit des barbapapa. Il s'agit d'un des rares bâtiments publics réalisés dans l'esprit des maisons bulles ou du palais bulle cher à Pierre Cardin.
- L'astrolabe, créé par Alain Le Boucher, est situé dans le centre-ville de Val-de-Reuil. Il présente en direct sur son pupitre les différentes régions du ciel, et il fut notamment représenté sur le timbre de Val-de-Reuil en 2001.
- La nouvelle école Louise-Michel a été confiée à l'architecte designer Jean-Michel Wilmotte.
- La place des 4-Saisons, centre commercial de la ville, a été réaménagée en 2005/2006 par Jean-Jacques Ory. Elle est le point d'appui du projet de village commercial qui opérera la jonction entre la rue Courtine et la place des 4-Saisons.
- La médiathèque créée dans les années 1970 a été rénovée par Jean-Baptiste Pietri en 2005. À cette occasion, elle a été rebaptisée médiathèque Le Corbusier.
- Le Monument de la Paix, confié aux architectes Jakob + MacFarlane et Franck Vialet, est inauguré le 6 juillet 1996 à l'entrée de ville (rond-point route des Falaises et chaussée de Ritterhude). Répondant à une demande des anciens combattants, la ville nouvelle n'ayant pas de monument aux morts, son architecture déroutante est cependant diversement appréciée[57].
- La base régionale de plein air et de loisirs de Léry-Poses est située à 60 % sur le territoire de la ville nouvelle. Lieu d'activités et de loisirs, elle accueille chaque été plusieurs centaines de milliers de touristes.
- La halle d'athlétisme, construite en 2008 par Vincent Rivoire, est un complexe multisport couvert de 15 000 m2 permettant d'accueillir des manifestations sportives nationales.
- Construit en 1989, le centre de détention Les Vignettes était à l'époque, avec ses 54 000 m2, le plus grand d'Europe. Il accueille les détenus condamnés à un an de détention et plus.
- Il existe au sein de la ville nouvelle l'un des vingt-deux centres d'éducation avec un encadrement militaire dénommé Défense 2e chance ou établissement public d'insertion de la Défense (Épide).
- L'église de la Fraternité a été créée par l'architecte Hubert Lefrançois, et la première pierre a été posée en 1987 par Jacques Gaillot, alors évêque d'Évreux. Le diocèse catholique d'Évreux en est le propriétaire et la paroisse Saint-Pierre-des-Deux-Rives dessert cette église.
- Gare de Val-de-Reuil
- Depuis 2012, Biotropica, un parc zoologique, est ouvert au bord de la base régionale de plein air et de loisirs de Léry-Poses, il dispose d'une des plus grandes serres tropicales d'Europe[58]. La serre a été totalement construite dans une butte de terre, permettant de bénéficier de la géothermie tout en maximisant les apports solaires. Elle accueille chaque année plus de 300 000 visiteurs, devenant ainsi le 2e site touristique le plus visité du département après les jardins de Claude Monet à Giverny.

#### Site inscrit
- Les falaises de l'Andelle et de la Seine,  Site inscrit (1981)[59].

### Héraldique
| Blason de Val-de-Reuil | Blason  | De gueules aux deux ensembles d'immeuble d'argent ajourés de sable mouvant des flancs, l'un de trois pièces de hauteurs décroissantes en bande à dextre l'autre aussi de trois pièces de hauteurs décroissante en barre à senestre, lesdits ensemble reliés par un pont-poutre-voûté à l'étais métallique aussi d'argent, posés sur une rivière mouvant de la pointe chargé de cinq trangles ondées aussi d'argent et surmontés celui de dextre de deux léopards d'or passant l'un sur l'autre et celui de senestre de trois flèches du même passées en sautoir et en pal pointes en haut. |
| Blason de Val-de-Reuil | Détails | Les deux léopards d'or sur champ de gueules rappellent les armes de la Normandie. |

## Personnalités liées à la commune
- Bernard Amsalem, premier maire, de 1981 à 2001, puis président de la Fédération française d'athlétisme.
- Marc-Antoine Jamet, maire depuis 2001, secrétaire général du groupe LVMH.
- Méba-Mickaël Zézé, athlète spécialiste du sprint et du relais, vice-champion de France du 100 m en 2021, double sélectionné aux Jeux olympiques de Rio de Janeiro et de Tokyo (relais 4 × 100 m).

## Jumelages & Coopération Décentralisée
- Ritterhude (Allemagne) ;
- Sztum (Pologne) ;
- Workington (Angleterre) ;
- Danthiady (Sénégal)[60].

La commune Val-de-Reuil était précédemment jumelée avec Meitar (Israël) et Tășnad (Roumanie), avant que le partenariat ne prenne fin, notamment pour des raisons financières. Cependant, les données sont restées visibles dans le journal officiel et sur les différents sites officiels jusqu'au 6 juin 2025.